# 5-й Кавказский армейский корпус
5-й Ка́вказский арме́йский ко́рпус — воинское соединение Русской императорской армии, сформированное во время Первой мировой войны.

## История
1915 год
15 марта командиром 5-го Кавказского армейского корпуса назначен генерал-лейтенант Н. М. Истомин.
Весной для высадки морского десанта в районе пролива Босфор сосредотачивалась сформированная в г. Одессе и в Крыму 7-я армия под командованием генерала от артиллерии В. Н. Никитина. В состав армии были переданы прибывшие с Кавказа 5-й Кавказский армейский корпус и 20-я пехотная дивизия. Однако десант не состоялся и войска использовались на другом участке фронта.
В июне 1915 г. корпус сражался во Втором Томашовском сражении, а в июле 1915 г. — в Люблин-Холмском сражении.
В августе—октябре корпус действовал в составе 10-й армии. Сражался в ходе Виленской операции.
С октября 5-й Кавказский армейский корпус действовал в составе 7-й армии Юго-Западного фронта, управление которой было перемещено в район городов Теребовля-Чортков. Участвовал в операции на Стрыпе в декабре 1915 г.
1916 год
1 мая 5-й Кавказский армейский корпус был возвращен на Кавказ. Корпус развивал итоги Трапезундской операции.
1917 год
Корпус находился в составе Кавказского фронта.
В конце года 5-й Кавказский армейский корпус возглавил выборный командир генерал-майор И. М. Васильченко.
1918 год
В марте 5-й Кавказский армейский корпус под командованием генерал-майора И. М. Васильченко через г. Севастополь добрался до Украины.
Корпус был «украинизирован» в Украинской Народной Республике. Штаб корпуса находился в губернском городе Екатеринославе Екатеринославской губернии.
На базе кадров 5-го Кавказского армейского корпуса был сформирован Екатеринославский корпус армии Украинской Народной Республики.

## Состав
Состав на 1 января 1917.
- 123-я пехотная дивизия
  - 489-й пехотный Рыбинский полк
  - 490-й пехотный Ржевский полк
  - 491-й пехотный Варнавинский полк
  - 492-й пехотный Барнаульский полк
  - 123-й артиллерийский дивизион
- 127-я пехотная дивизия
  - 505-й пехотный Староконстантиновский полк
  - 506-й пехотный Почаевский полк
  - 507-й пехотный Режицкий полк
  - 508-й пехотный Черкасский полк
  - 127-я артиллерийская бригада
- Кавказский отдельный горный артиллерийский дивизион
- Михайловская горная батарея
- 3-й дивизион 10-й Сибирской артиллерийской бригады
- 41-й мортирный дивизион
- Мортирная нештатная батарея
- 3-й Кавказский казачий полк
- 55-й Донской казачий полк
- Черноморская добровольческая казачья сотня
- 5-й Кавказский сапёрный батальон

## Командиры
- Истомин, Николай Михайлович (15.3.1915 — 2.4.1916)
- Яблочкин, Владимир Александрович (2.4.1916 — 15.4.1917)
- Баратов, Николай Николаевич (25.4.1917 — 7.6.1917)
- Яблочкин, Владимир Александрович (7.1917 — 7.10.1917)
- Чернозубов, Фёдор Григорьевич (с 10.10.1917)
- И. М. Васильченко, генерал-майор, (конец 1917 — весна 1918).[10]